# LNGタンカー

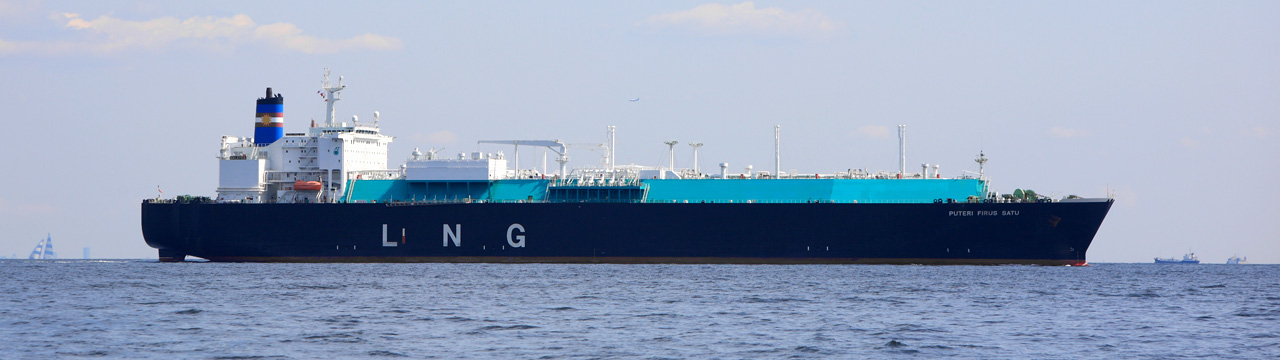
東京湾内のLNGタンカー

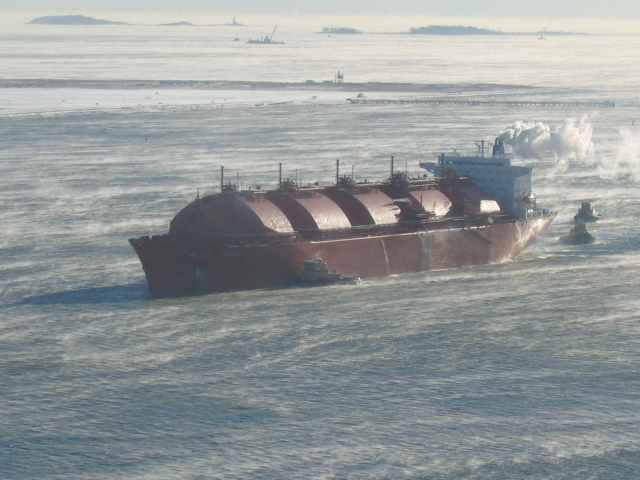
ボストン沖を進むLNGタンカー

LNGタンカー (liquefied natural gas tanker)、あるいはLNG船 (LNG carrier) は液化天然ガス（LNG）を輸送する船のこと。大型の低温断熱タンクを船体内に複数備えており、内部には極低温のLNGが充填される。

## 概要

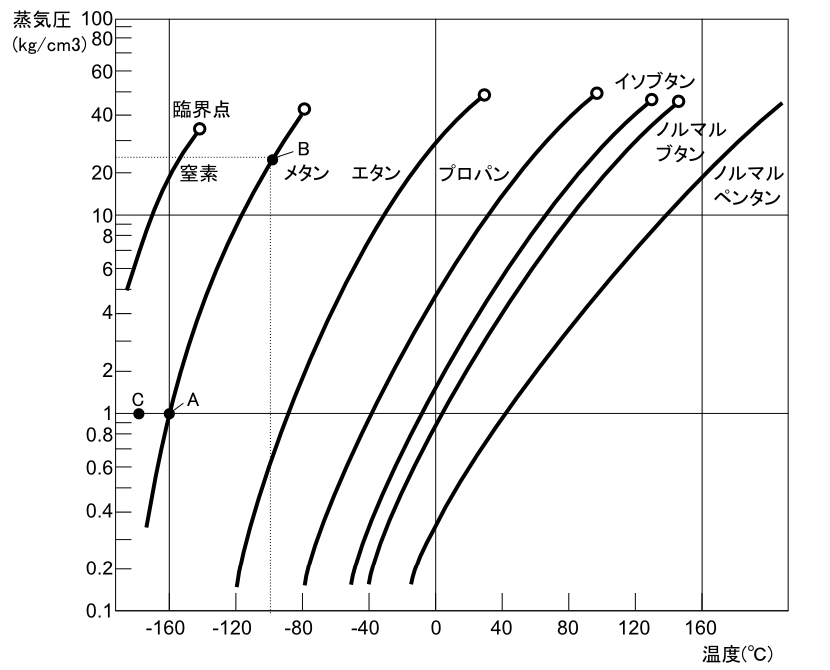
液化ガス蒸気圧曲線

LNGタンカーは液化天然ガスを専門に輸送する船舶である。液化天然ガスは比重が軽く0.5以下であり、メタンを主成分としていて-161.5℃以下でなければ常圧下で液体とはならないため、加圧タンクや断熱層を備えているが、原油の比重約0.85と比べてもかなり軽いため、石油類タンカーと比べても体積が大きいことが特徴。このため船体に対する荷の体積が必然的に大きくなり、船体のシルエットでも喫水線上の部分が大きく見える。超低温条件下でも船体構造材が脆性破壊を起こさない工夫や火気に対する安全配慮が図られている。なお天然ガスの発火温度は632℃であり、火焔速度は38cm/秒と比較的遅い。

## LNGタンク

### タンクの形状
タンクの形式には独立球型、メンブレン型、独立角型、独立円筒型などがあり、4個から10個程度のタンクを船体内に一列に備え、上部は甲板上に出ていることが多い。タンクの周囲は断熱材で囲まれている。メンブレン型ではメンブレン（薄膜）と呼ばれる薄いステンレス鋼がタンク支持を兼ねる断熱材をはさんで船体そのものによって保持され強度が保たれている。いずれの形式でも船体は二重船殻構造をとり、事故からタンクを保護している。

### タンクの形式

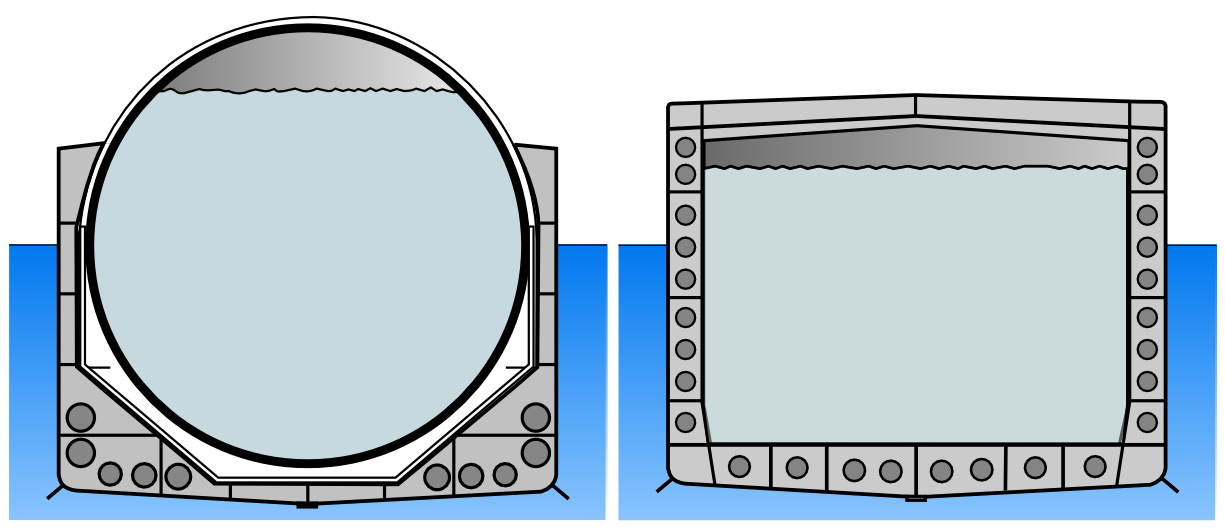
左が球形タンク方式、右がメンブレン方式

21世紀初頭現在、LNGを積載するタンクには大きく2つの方式がある。
球形タンク方式
タンクが船体から独立しており、それ自身で内部のLNGを閉じ込めるための強度を維持し、LNGの重量を受け止める方式。比較的薄いタンク構造材で強度を保つために球形となる。
熱変化による膨張と収縮が起きるため、船体への固定方法にも工夫が求められる。
球形であるため船倉の空間利用効率が悪く、もともと重量の割りに大きな体積を占めるLNGという貨物の特徴もあり、大きな球状タンクの上部が上甲板から大きく飛び出した位置での積載が求められてしまう。
極低温に曝されるLNGタンクを構成する部材は、極低温下でもタンク強度を保つために強靭でなければならないため、極低温にも耐える合金が使われる。
メンブレン方式
内部のLNGの重量をタンクだけでなく船体も使って受け止める方式。タンク外壁は船倉内壁と密着しており、薄いタンクは密閉と超低温を維持する機能だけを担い、重量の支持は船体が負担する。四角い船倉空間を無駄なく使えるために上甲板からの突出が少なく、タンクの重量も軽くできる。
|          | 球形タンク方式 | メンブレン方式 |
| -------- | -------------- | -------------- |
| 密閉機能 | タンク         | タンク         |
| 耐圧機能 | タンク         | 船体           |
| 支持機能 | タンク         | 船体           |
| 断熱機能 | タンク         | タンク         |

### 球形タンク方式

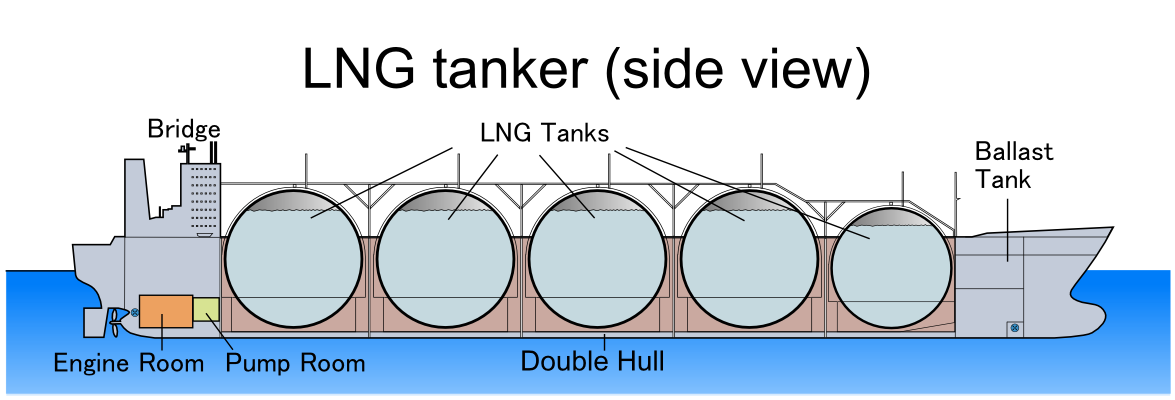
LNGタンカー 側面断面図（モス方式）

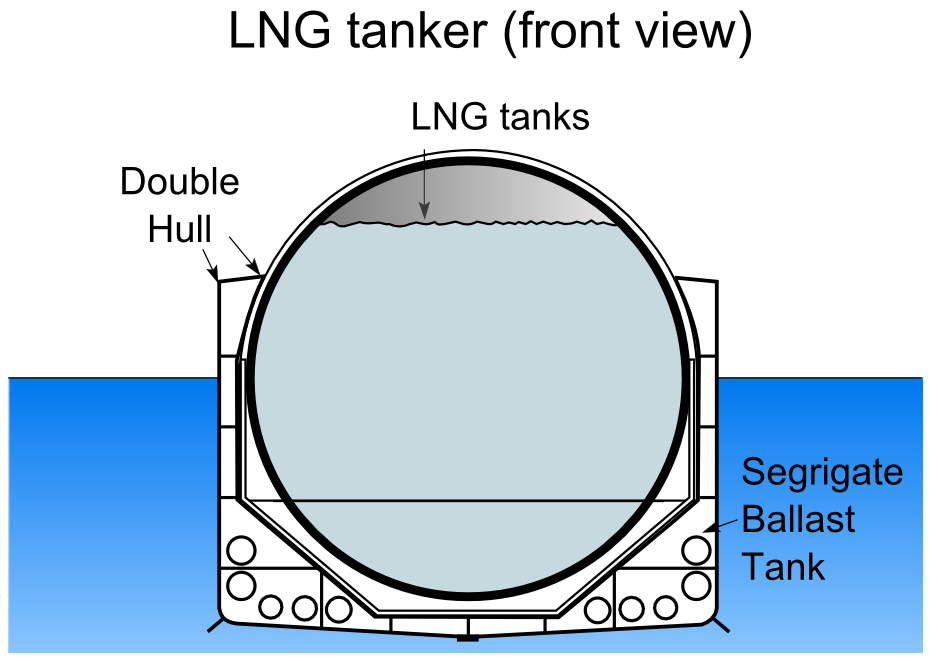
LNGタンカー 正面断面図（モス方式）

球形タンク方式ではアルミ合金、9%ニッケル鋼、ステンレス鋼が使われている。
船体からは独立した球形タンクの赤道部が円筒状の金属製のタンク支持部（スカート）の上端で支えられ、支持部下端は台座甲板と呼ばれる船倉内壁に溶接される。
球形による利点
- 入熱が小さいためLNGの蒸発ガス（BOG）が少なくなる
- 熱応力の集中が排除できる
- 力学的な構造解析が完璧に出来るため、安全性を確保しながら部材厚を薄く出来る
- スロッシング衝撃が小さい（船体の揺れによる被害を緩和できる）
- 溶接箇所が少なく、単純な突合せ溶接のみで建造できるため、短工期で作られて、品質管理が容易となる。またロボット溶接にも対応しやすい。
- 検査や保守の為の空間が船倉内で確保されている
- 船体の多少のひずみがそのままタンクの変形とはならないため、他船との衝突や座礁などの事故発生時にもメンブレン方式等と比べても漏洩などに対する安全性が高い

球形による欠点・問題点
- 球形であるため、船倉の空間利用効率が悪い
- 上甲板上の突出部によって船の前方視界が悪くなる
- 球形の鋼板製造には高度な技術が要求される
- 伸縮を考慮しながら適切な重量支持を行なうには、困難が伴う
- 溶接作業の不備で亀裂が生じるなど、想定よりは品質管理が難しい　

モス（Moss）方式の独立球形タンクはノルウェーのオスロの南50kmのモス市で開発された方式である。日本では三菱重工、三井造船、川崎重工がライセンス契約を行なっている。日本では125,000m3〜153,000m3のLNG船47隻が建造されている（2009年時点）。

### メンブレン方式
メンブレン方式ではその名前の通り、タンクは薄膜と呼んでも良いくらいの厚みの低温対応のインバー合金で作り、収縮による変形にも柔軟に対応する。
メンブレン方式による利点
- 船倉の空間利用効率が良いため、搭載量増大と上甲板上の突出を最小限に出来る
- タンクの熱容量が小さいために積卸時の熱の無駄が少ない

メンブレン方式による欠点・問題点
- タンク外部から検査・保守が行なえない
- メンブレン、防熱材、2次防壁の取り付けに高精度な作業が要求される
- 規則により、船体は二重船殻構造、横隔壁・甲板も二重にしなければならない

#### 2つのメンブレン方式
テクニガス方式
メンブレン式のLNGタンクでは、未充填時の常温と充填時の極低温時という激しい温度変化によって膨張と収縮を繰り返しても、固定・取り付けに影響を受けないようにあらかじめタンク内面を構成する金属板に蛇腹状の遊びを持たせたコルゲート金属層を持たせるなどの工夫が行なわれてきた。この方法は1960年代にテクニガス社が開発したため、テクニガス方式とも呼ばれる。
ガストランスポート方式
インバー特性の利用によって金属板をコルゲート状に加工することなく平板の金属が使え容易に溶接が行なえるようになった。この方法は1960年代にガストランスポート社が開発したため、ガストランスポート方式（GT方式）と呼ばれる。

#### GTT方式
メンブレン方式は「ガストランスポート＆テクニガス社」（GTT社、1994年に2社が合併した。）の設計した形式が主体を占めるため、GTT方式とも呼ばれる。
1960年代からはモス以前の独立タンク方式からメンブレン方式に一時移ったが、1970年のモスの独立球形タンク方式の登場や、メンブレン方式での低液位及び高液位でのスロッシングによる破損やクラックの発生によって再び独立タンク方式が優勢となった。特にメンブレン方式の船が古くなってくると保守修繕の過程で評価が下がり、新造船ではメンブレン方式が不利になった。21世紀初頭の現在はメンブレンとモスが拮抗しつつも、メンブレン方式の1つのGTT方式がモス方式を引き離しつつある。
IGCコードでは、いずれの方式でも基本的には2次防壁の設置が義務付けられている。
マークIIIとNo.96に続いて、2007年の時点での最新設計はGTT-CS方式となる。

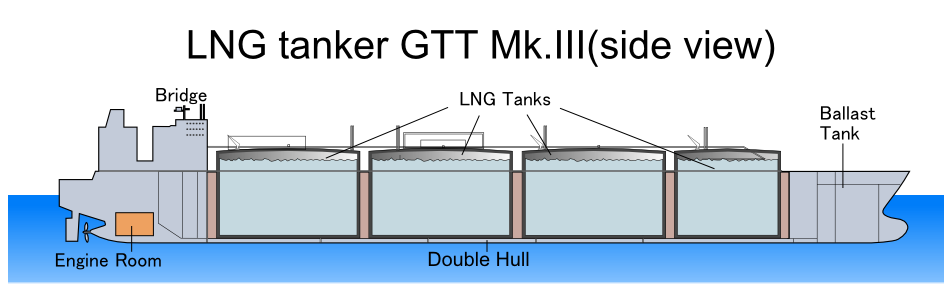
GTT MkIII方式

GTTマークIII方式（テクニガス マークIII方式）

タンク内高さで10-70%の間は、スロッシング衝撃による内壁の損傷を回避するために積付けが禁止されている。
メンブレンの厚さは1.2mmでステンレス製。
GE社製のガラス繊維強化型発泡ポリウレタン製防熱箱は1層のみで270mmである。
このポリウレタンが接着された合板が船倉内壁にボルト止めされる。
GTT No.96方式（ガストランスポート No.96方式）
最大200,000m3のLNG船が建造されている。
タンク内高さで10-70%の間はスロッシング衝撃による内壁の損傷を回避するために積付けが禁止されている。
メンブレンの厚さは0.7mmでインバー・ニッケル鋼製。
発泡パーライトを詰め込んだ合板製防熱箱は2層に分かれており、内側の一次防壁は230mm、二次防壁は300mmである。
このポリウレタンが接着された合板が船倉内壁にボルト止めされる。
GTT CS方式
上記両方式を改良した技術である。
メンブレン方式とモス方式は、タンクが真空に弱いためタンクの内外の圧力を制御する装置が備わっている。一方自立角型タンクでは圧力に強いため、特にこういった装置は備わっていない。
メンブレン方式は、タンク間の横隔壁が冷却されると脆性破壊のリスクが高まるために、加熱保温装置が備えられている。

### その他の方式
上記のモス方式に代表される球形タンク方式やテクニガス方式・ガストランスポート方式に代表されるメンブレン方式の他にも次のような各種方式が提案や実験が行なわれた。
球形タンク
縦に一本の支持材で球形タンクを支えるローレンツェン球形タンク方式や、テクニガス吊り下げ球形タンク方式。
赤道部を一周する水平リングガーダーによって球形タンクを支える日立/CBIガーダー支持球形タンク方式。
球形タンクの支持部（スカート）の円筒を2重筒にしたスペインのセナー社のセナー二重壁スカート球形タンク方式。
円筒形タンク
細い円筒形の高圧タンクを縦に多数束ねたもの（英オーシャントランスポート高圧円筒タンク方式と独リンデ社の多円筒形タンク方式）
細い円筒形の高圧タンクを船体に沿わせて横に多数束ねたもの（独リキッドガス・アンラーゲン社のゼランタンク方式）
マルチローブとしたもの - 独リンデ社のリンデ・マルチローブ
4本の円筒形タンクを搭載したLNGバージ「マサチューセッツ」の米シューラー&アレン社/米テクニガス社共同の円筒形タンク方式、米ピッツバーグ・デモイン社/ガストランスポート社共同のPDM/GT堅型円筒形タンク方式、米オーシャンフェニックス社のオーシャンフェニックス・マルチローブタンク、オランダのフェロルメ社のフェロルメ堅型円筒タンク、球形タンクの大きさで底が平らになっているもの（三菱堅型円筒タンク方式）
セミメンブレン
メンブレン方式より厚板の金属の使用により軽量化と容易な溶接作業を実現している。熱吸収はタンクコーナーの角の円弧部で吸収される。ブリヂストンのフラットメンブレン、IHI（当時の石川島播磨重工業株式会社）のフラットタンク等。
方形タンク

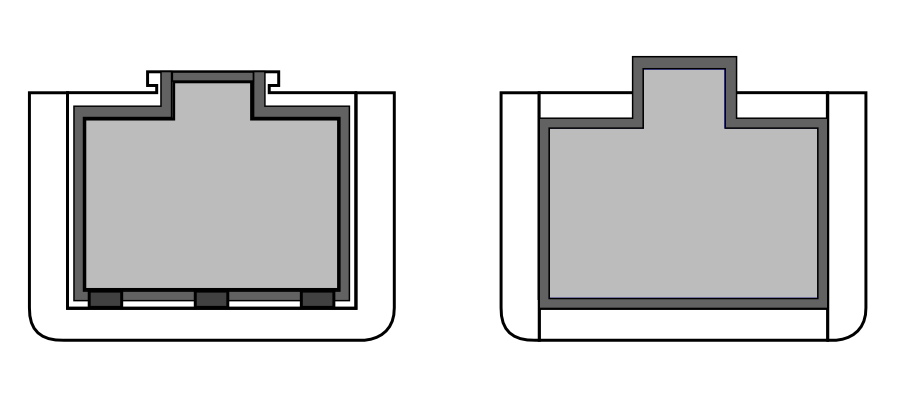
2つの角型タンクの概略
左は自立角型タンクで、船体からは独立している。右は従来型メンブレン方式。

四角いタンクを船倉内に作りチュックや底部の支持部で支持されるもの。
過去には、方形タンクのコンチ方式からいくつかの派生形式が作られた。
1960年代には米J.J.マクマレン社によってコルゲート二重壁構造のマクマレン・コルゲート方形タンク（マクマレン方式タンク）が考案されたが、船は作られなかった。
エッソ社は1960年代にエッソ二重壁方形タンクを開発して、1969年〜1970年にイタリアに3隻、スペインで1隻の40,000m3級「エッソ・ブレーガ」を建造した。内部のアルミ合金製一次防壁（一次タンク）の外をT-ウェブが支え、アルミ合金製の二次防壁の外に150mm〜250mm間隔のポリウレタン・フォームが合板をはさんで防熱を担った。タンク支持のキーがタンクの前後左右にあり、船体側のキーウェイを滑るようになっていた。この方式はコスト高であったためその後の採用はなかった。
マクマレン方式もエッソ二重壁方形タンクも共に内部にスロッシングを防止する液密縦隔壁を備えていた。
1970年頃には日本の日立造船が日立矩形タンクを開発した。9%ニッケル鋼を使った一次防壁（一次タンク）にポリウレタン・フォームが貼り付けられ、二次防壁として合板が二重船殻の内殻面に貼り付けられた。実験船に1つが取り付けられた以外は採用されなかった。
異色の設計例
コンクリート製LNG船（コントランストー、米ダイタム方式）や氷海LNG船（加アークティック・プロジェクト、フィンランドのワルチラ社案）、氷海の下を潜る原子力駆動かメタン駆動の潜水LNG船（ジェネラル・ダイナミクス）などが異色のアイデアが存在したがどれも建造までには至らなかった。
上記の通り多数の形状が考案され、いくつかのものは船が作られたが主流にはなっていない。また、比較的最近考案され、今後採用が拡大する可能性がある設計方式に以下のものがある。
方形タンクの発展型
1982年に日本のIHIが発表したIHI-SPB（Self-support prismatic shape IMO type-B）は、日本独自のLNG船用のタンクとしては数少ない成功例である。
アルミ製の方形タンクが断熱支持材の上に載っており、軽減二重防壁が船倉下部に設けられている。タンク形状が船倉に合わせて自由に設計でき、液密縦隔壁があるために内部液量に関わらずスロッシングに対して強く、タンク外面が常温環境に面しているために人間が容易に点検・保守が実施できる、などの利点がある。
1993年には「ポーラー・イーグル」級の2隻を竣工した。
2002年には一次防壁にステンレス鋼を使用する設計も承認を取得した。
以後、LNGタンカーとしてはモス・メンブレン両方式に比肩するほどには採用は拡大していないが、方形タンクの特性を活かし、FPSO（浮体式LPG生産貯蔵積出設備）やFSRU（浮体式LNG貯蔵再ガス化設備）にも採用された。その後2010年代後期に至って、日本国内建造のLNGバンカリング船（構造的にはLNGタンカーに相当）に採用された他、LNG燃料船の燃料タンクとしても提案されている。
蓄圧式円筒形タンク
円筒形タンクであって、大気圧以上の内圧上昇を許容し、ボイルオフガスを一定程度タンク内に封入できる構造のLNGタンク。
2000年代に入り、日本国内の中小都市ガス事業者においてガス種の天然ガスへの転換が進んだことから、LNGの輸入基地から国内各地への二次輸送が増加し、内航LNGタンカーの建造が始められた。これら日本の内航LNGタンカーにおいては、近距離・短日数航海での輸送であることから、外航LNGタンカーとは異なりタンクを3kg/cm2程度の耐圧構造とし、ボイルオフガスを荷揚までタンク内に封入することとした蓄圧式の円筒形タンク方式を採用している（外航LNGタンカーのタンクは、大気圧以上への内部圧力上昇を許容せず、ボイルオフガスはタンク外に取り出して主機関の燃料とする。）。タンク配置は、横形円筒形タンクをタンデムに配列した形態となっている。主機関も、ボイルオフガスの処理を考慮する必要がないことから、通常の重油燃料のディーゼルエンジンとしている。日本初のLNGバンカリング船「かぐや」にもこの方式のタンクが採用されている。

## 船体

### 構造
二重船殻構造
安全性や断熱性、タンクの特殊な形状を吸収する必要性などによって、全てのLNGタンカーは二重船殻構造を備える。これは当初、LNG船の設計においてLNGが漏れた場合にタンクを収めた船倉部に海水を導入することで極低温のLNGが直接船体を冷やすことがないように考慮された名残でもある。こういった設計は「Floodable cofferdam」と呼ばれ、極低温による船体の脆性破壊を避ける工夫であったが、船倉に海水が入っても十分な浮力を確保するために二重船殻とされたものである。LPG船では低温の程度がいくぶん高めなためもあり既に単殻船になっている。LNG船でもメンブレン船は二重船殻が必要だがタンクが自立するモス方式などでは単殻船でもタンクは搭載できるので将来単殻船が登場する可能性はある。
LNG船では安全のためにLNGタンクにかかる衝撃を加速度として規定されている。前と左右で0.5G、後ろで0.25Gである。
隔壁
タンク内のLNGは流動性を持ち「復原性に対する自由水影響」による船体の不安定化や「スロッシング」によるタンク内壁の破損を避けるために、隔壁によって仕切られている。

安全空間の確保
機関室は安全のため、タンクの後方に配置し、タンクとの間を空き部屋やポンプルーム、燃料油により隔離するように海上人命条約は求めている。
砕氷設備
ロシア連邦が北極圏のヤマルLNGプラントなどで天然ガスの採掘・輸出を行っているため、砕氷船としての機能を持つLNGタンカーが就航している。このうち商船三井の「ウラジミール・ルサノフ」は厚さ2.1mまでの海氷を砕いて、北極海を単独航行できる。

### 設備
荷役のポンプ
搭載時には積荷であるLNGは陸上よりLNGタンカーにポンプで送り込まれるが、揚荷の場合にはLNG船側のポンプによって送出される。また、受け取る側のタンクからは同容積のLNGガスをやはり送る側がポンプによって送出することで、双方の加圧状態を保ち、空気の侵入を許さない。
これらの荷役時や検査のためにLNGタンクを空にして空気で満たす場合など、LNGタンク内部がLNGガスと空気の混合状態になるあらゆる場合に、空気の代わりに一度イナートガスを送り込んで、LNGガスが十分排出された後にイナートガスと空気を入れ替える。これにより爆発・燃焼といった事故が防げる。この場合のイナートガス装置は陸上のものを使う。
バラストタンク
LNGタンカーはその荷物の性質上、生産国から消費国へLNGの一方通行の輸送を行なっている。常に片道は荷物を積まない状態で運航されている。
そのような、タンク内が空の時には、巨大なタンクがすべて浮力を持つために、船体が異常に浮き上がり、船尾の舵やプロペラや船首のバルバス・バウが水面上に出てしまう。これでは推進効率が低下するために、専用のバラストタンクに海水を注水して浮力の相殺を行なう。
救命艇
油槽船やLPG船、LNG船で火災が発生した場合には大きな火炎となって周囲を焼き尽くす事態が考えられるため、これらのタンカーでは特別に設計された救命艇が装備されている。この救命艇は全体がカプセルになっており、低速ながら自航して屋根に散水しながら避難が可能となっている。火炎によって周囲の酸素が失われる場合に備えて、10分間ならば艇内に備え付けの酸素ボンベによって乗員の呼吸が可能になっている。

### 推進プラント

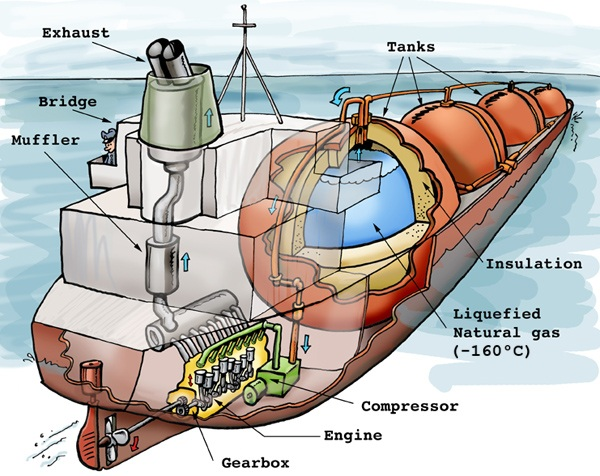
従来型のボイルオフガス燃焼エンジンを使用したLPGタンカー

航行中に気化した天然ガス（ボイルオフガス、BOG）を再液化するための設備はこれまで大型であったため、推進プラントに蒸気タービンを利用し、気化したガスをメインボイラーのガス専焼バーナーやガス焚きディーゼルなどでエンジン用燃料として使用してきた。
21世紀に入り、LNGと重油の両方を燃料とする「二元燃料ディーゼル・エンジン」（DFD）や重油のみを燃料とする「重油専燃ディーゼル・エンジン」（DRL）の採用が増えてきている。特にDRLではBOGの再液化を船上で行なえる小型再液化装置の実用化が要因となっている。
これらの他にも、2004年11月の74,000m3の「ガスドゥフランス・エナージー」の二元燃料ディーゼル発電・電気推進機関を筆頭にいくつかの電気推進船が登場している。

## 歴史

### クリーブランドの陸上タンク事故
1944年10月20日、米国、クリーブランドの陸上LNG貯蔵タンクが漏洩により爆発炎上し、死者128人、火傷は200-400人という大事故が起きた。
この頃の米国の一次エネルギーの12%が天然ガスで賄われていた。

### ミシシッピ・バージ計画
1950年頃、米国シカゴのユニオンストックヤード＆トランシェット社という精肉会社の肉用牛の一時保管場用エネルギー源としてミシシッピー川河口の海底天然ガスをプラント船で液化してLNGバージでミシシッピー川をさかのぼり、シカゴの自社施設まで運ぶことを計画した。
運搬用バージはそのまま施設に接続されてLNG貯蔵タンクとなり、燃料としての用途と共に、LNGを気化させる時の冷熱を自社の冷凍設備に利用する計画で、1954年には世界最初のLNG船と呼べる5,500m3積載の「メタン」型LNG船 8隻が建造された。
その後に発覚した内部防熱方式に起因した技術的問題により計画は失敗したが、開発過程では多くの知見を残した。

### 1950年代後半
1950年代、産油国では毎日概算で25,000m3もの天然ガスが「ガスフレア」と呼ばれて燃焼排気処分されていた。
一方、1955年には米国での一次エネルギーの25%が国内産の油田随伴の天然ガスで賄われていて、そのためのパイプラインが広がっていた。
その当時の英国では国内で採掘された石炭ガスを長年使ってきたが産業の隆盛や生活の向上と共に不足してきた。世界銀行は英国に対して、「中東のガスフレア処分されている天然ガスを液化して運搬する」計画を提案するなど、LNG輸送の必要性は日増しに強まっていた。
1955年、まず英国政府は当時豊富だった米国の天然ガスを英国まで輸送する現実性について研究を行い、その結果、「LNGの海上輸送さえ可能であれば、石炭ガスより安価でカロリーも2倍、将来も有望な天然ガスを米国の海岸に近くの産出地から英国に運び、都市ガスとして利用することは極めて魅力的である。」とされた。
1957年、シェル石油や野党の反対を押し切って、英ガスカウンシルと米コンストック・リキッドメタン社の共同開発計画が承認された。この米コンストックはシカゴのユニオンストックヤード＆トランシェット社とコンチネンタル・オイル社、J.J.ヘンリー社（船舶設計会社）の3社の合弁企業であった。
1959年、自立角型タンクのコンチ（Conch）方式で「メタン・パイオニア」が実験船として建造された。

### 1960年代とそれ以降
1960年代、「メタン・プリンセス」が建造された。
技術的ハードルが低いLPG船（-45℃）から開発されたのではなく、いきなり高度な技術が要求されるLNG船（-160℃）から開発がはじまった。
この頃から世界各地でガス田が発見され、天然ガスの可採埋蔵量は増加の一途をたどっていった。

### 20世紀末まで
コンチ（Conch）方形タンク方式に対して、金属材料を削減できるメンブレン方式が優位となったが、その後、モス社のモス方式の球形タンクが登場すると主流は徐々にモス方式に移っていった。

### 20世紀末から
日本独自の方形タンクの「IHI-SPB方式」が既存の方式に挑んでいるが、21世紀初頭現在、「モス方式」と「メンブレン方式」が二分している。またLNG船自体の大型化も進み、「メンブレン方式」では2007年にQ-Flex型（216,000m3、全長315m）が、2008年にはQ-Max型（266,000m3、全長345m）が建造された。
日本国内での都市ガス等への天然ガス利用の拡大に伴い、国内二次輸送用に蓄圧式円筒形タンクを備えた内航LNGタンカーの建造が始められた。